# المحرورة (وشحة)

تعديل مصدري - تعديل

المحرورة هي إحدى قرى عزلة بنى سعد بمديرية وشحة التابعة لمحافظة حجة، بلغ تعداد سكانها 134 نسمة حسب تعداد اليمن لعام 2004.